# Β-Isophoron
β-Isophoron ist eine chemische Verbindung aus der Gruppe der cyclischen Enone und ein Derivat von 3-Cyclohexen-1-on.

## Gewinnung
β-Isophoron entsteht als Nebenprodukt bei der Synthese von Isophoron (α-Isophoron). Aus letzterem kann durch katalytische Umlagerung β-Isophoron werden.

## Eigenschaften
β-Isophoron hat einen Flammpunkt von 85 °C und zersetzt sich bei 102 °C.

## Verwendung
β-Isophoron  wird in der Industrie als Riechstoff, sowie für die Synthese von Vitaminen und Astaxanthin verwendet.